# Viðvík
De Viðvík (Deens: Vedvik) is een bocht in het eiland Viðoy behorende tot de Faeröer. De bocht steekt in zuidelijke richting het eiland in. Het is een van de weinige bochten en fjorden op de Faeröer zonder nederzetting aan de kustlijn. De bocht is over land alleen per voet bereikbaar vanuit Hvannasund.